# 絶望の怪物
『絶望の怪物』（ぜつぼうのかいぶつ、英題：DESPAIR OF THE MONSTER）は、2019年に公開されたコタニジュンヤの自主制作アニメーション映画。
第23回⽂化庁メディア芸術祭アニメーション部門審査委員会推薦作品。第74回毎日映画コンクールアニメーション映画賞・大藤信郎賞ノミネート作品。

## 制作・封切り
アニメ制作経験のない漫画家のコタニジュンヤが2016年より3年の歳月をかけ自主制作し完成させる。その後、名古屋の大須シネマで2019年6月10日より自主配給の単館上映が実現する。大須シネマ上映終了後、東京の下北沢トリウッドでの上映が決定し、12月には大須シネマ、下北沢トリウッドのアンコール上映とともに大阪のシネ・ヌーヴォXでの上映が決定、自主配給での東名阪三都市上映となった。

## キャスト
出典：
- 星野葵 - 麻言
- 大宮圭吾 - 香川理沙
- 星野俊夫 - 小川隼
- 星野佳苗・藤田真央 - 川嵜かおる
- 星野雄太・島村典子 - 門倉智美
- 男子生徒・ほか - 犬飼真志

## スタッフ
出典：
- アニメーション制作 - コタニジュンヤ（原作・脚本・絵コンテ・演出・作画・美術・着彩・撮影・編集・音響・ 監督・ プロデューサー・ほか全般）
- 音楽 - AKIKO
- 音響効果 - 川田清貴
- サウンドミキサー - 咲良
- 録音スタジオ - 柏Studio WUU
- 英翻訳字幕 - 蔭山歩美
- 配給・宣伝・営業 - コタニジュンヤ
- 製作・著作 - コタニジュンヤ

## 主題歌
「星の終わり」
麻言による主題歌。作詞はコタニジュンヤ、作曲はAKIKO。

## DVD
2020年7月3日にオデッサ・エンタテインメントの販売協力により発売された。発売・販売元はコタニジュンヤ、品番はOED-10672。

## 放送
|   | 放送日         | 放送局                               | 備考         |
| - | -------------- | ------------------------------------ | ------------ |
| 1 | 2023年1月2日   | スターキャット・ケーブルネットワーク | テレビ初放送 |
| 2 | 2023年8月13日  | スターキャット・ケーブルネットワーク |              |
| 3 | 2023年12月30日 | スターキャット・ケーブルネットワーク |              |